# Ратьков-Рожнов, Владимир Александрович
Влади́мир Алекса́ндрович Ратько́в-Рожно́в (1834—1912) — русский общественный деятель, предприниматель и промышленник, сенатор, действительный тайный советник.

## Биография

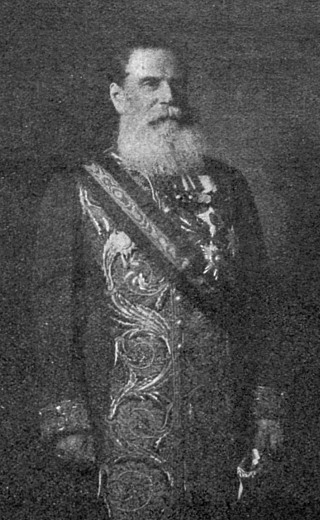
В. А. Ратьков-Рожнов

Принадлежит к древнему дворянскому роду Костромской губернии. Сын  капитан-лейтенанта Александра Сергеевича Ратькова (1785–после 1860) и его супруги, дочери премьер-майора, Пелагеи Алексеевны Рожновой (1802–после 1860). Александр Сергеевич Ратьков, выйдя в отставку, стал помещиком Кинешемского и Буйского уездов Костромской губернии. Поскольку род Пелагеи Алексеевны угас с мужском колене, то по ее прошению на Высочайшее Имя ее мужу и их детям было разрешено принять фамилию Ратьковых-Рожновых. 
В 1857 году окончил юридический факультет Санкт-Петербургского университета со степенью кандидата прав и поступил на государственную службу в канцелярию Сената. Занимал должности помощника секретаря, и обер-секретаря в разных департаментах. По введении в действие новых судебных уставов был назначен товарищем председателя Санкт-Петербургского окружного суда, а затем избран и назначен членом Санкт-Петербургского судебной палаты. В 1886 году был произведён в тайные советники, в 1898 году пожалован в действительные тайные советники.
С 1882 по 1893 год состоял попечителем дома призрения малолетних бедных в Санкт-Петербурге Императорского человеколюбивого общества, затем состоял по выбору Санкт-Петербургского дворянства депутатом в главном выкупном учреждении и членом совета государственных кредитных установлений. Также состоял по выбору в Санкт-Петербургской городской думе председателем комиссии, затем был заведующим всеми больницами Санкт-Петербурга, председателем комиссии по определению сирот и городских стипендиатов в разные учебные заведения и членом училищной комиссии, заведующий народными школами, членом Санкт-Петербургского городского училищного совета. С 1876 года состоял гласным Санкт-Петербургской городской думы.
Городской голова Петербурга с 1893 по 1898 год.
В 1904 году был назначен сенатором, присутствующим в судебном департаменте Правительствующего Сената.
В 1910 году Ленское золотопромышленное товарищество, совладельцами которого были Владимир Ратьков-Рожнов и его сын, предводитель дворянства Ананий Владимирович, приобрело Андреевский прииск (см. Ленский расстрел).
Скончался в 1912 году.

## Благотворительность
Ратьков-Рожнов являлся одним из основных жертвователей при строительстве русской церкви в немецком курортном городе Бад-Хомбурге.

## Семья
Братья и сестры:
- Николай (1824–1917),  вице-адмирал. Владимир Александрович и Николай Александрович были женаты на родных сестрах — Вере Яковлевне и Ольге Яковлевне Шихмановых.
- Геннадий (1826–1897), участник Крымской войны, капитан I ранга, затем — контр-адмирал; позднее был директором-распорядителем пароходного общества «Самолет» на Волге. Пароходы «Самолета» осуществляли сообщение между Тверью и Астраханью по Волге, между Нижним Новгородом и Рязанью по Оке, Каме до Перми и по Шексне. Включен в состав Флотской Аллеи Героев Ярославской области, открытой в 2017 году в честь деятелей отечественного военно-морского и гражданского флота — уроженцев и живших на ярославской земле людей[3].
  - Племянник — Александр Геннадиевич Ратьков-Рожнов, общественный деятель и политик, член IV Государственной думы.
- Модест (1828–1894), инженер путей сообщения, действительный статский советник. Владелец 2500 десятин земли в Костромской губернии и дома в Санкт-Петербурге. 
  - Племянники:
  - Владимир Модестович Ратьков‑Рожнов (1859—1915), действительный статский советник, был женат на Таисии Конецкой, дочери купца 1-й гильдии И.И.Конецкого[4].
  - Евгения Модестовна Ратькова-Рожнова, в замуж. Вентцель (род. 1863) — мать Дмитрия Александровича Вентцеля.
- Алексей (1829–1909),  капитан II ранга, затем —  полковник, тайный советник, директор Архива Морского министерства в 1892–1904 гг. был директором архива Морского министерства.
- Людмила (в замуж. Лермонтова; 1830–1900)[5]
- Всеволод (1833–1898), вице-губернатор (в 1879–1895 гг.) Вятки[6], действительный статский советник; почетный гражданин города Малмыжа.
- Валериан (род. в 1836, ум. в детстве).
- Александр (1840–1890), юрист, товарищ (заместитель) председателя Симбирского окружного округа, мировой судья в Санкт-Петербурге.

Жена (с 1865) — Вера Яковлевна Шихманова (1841—1919), дочь адмирала Я.А.Шихманова. 
Их дети:
- Ольга (1868—1953, Марокко). С 1889 года замужем за полковником Лейб-Гвардии Кавалергардского полка, шталмейстером  Михаилом Аполлоновичем Серебряковым (1858—1920), сыном А.А.Серебрякова. Так же, как и отец, активно участвовала в благотворительной деятельности: в одном из своих доходных домов Санкт-Петербурга организовала на собственные средства женскую рукодельную школу и руководила ею. После 1917 года — в эмиграции во Франции. В 1922 году, после смерти мужа, вышла замуж за принца П. А. Ольденбургского.
- Яков (1870—1959), чиновник Министерства иностранных дел, в должности гофмейстера. В эмиграции во Франции, общественный деятель.
- Ананий (1871—1948), царскосельский уездный предводитель дворянства, камергер.
- Илья (1882—1907), воспитанник Александровского лицея. Коллекционер, секретарь Кружка любителей русских изящных изданий.